# Tour de Sevry
La tour de Sevry ou tour de Javingue-Sevry est un donjon historique et classé de la section de Javingue (hameau de Sevry) faisant partie de la commune de Beauraing en Belgique, en province de Namur.

## Localisation
La tour et le corps de logis attenant se situent à Sevry, à environ 3,5 km au sud-ouest de Beauraing, au bout de la rue de la Tour, une courte voirie se trouvant au nord et en contrebas de l'église Saint-Étienne.

## Historique et description
La tour était le siège d’une seigneurie de la principauté de Liège détenue au XIIIe siècle par les Ève, dits de Severy, au XVe siècle par la famille Beaufort de Celles et par les Mérode en 1646. 
La tour actuelle a été érigée vers 1500 et a connu un important remaniement au niveau des ouvertures au cours de XVIIe siècle comme la porte d'entrée qui était précédée d'un pont-levis. On remarque sur cette face sud l'utilisation de deux bretèches et, sur la face nord, une latrine en encorbellement au deuxième niveau (premier étage). Ces modifications datent aussi du XVIIe siècle. La seule ouverture subsistant de la construction de 1500 est la petite baie du premier niveau de la face sud surmontée par un linteau en accolade. La face ouest ne possède aucune ouverture.
Cette tour de plan presque carré (base d'environ 7 m sur 8 m) et de trois niveaux sur cave a été réalisée en moellons de grès et de calcaire sous une haute toiture d'ardoises à quatre pans. Elle jouxte sur la face est un corps de logis de ferme reconstruit en 1900 avec les mêmes matériaux.